# Dvorac Durham
Durhamski dvorac je normanski dvorac na obronku iznad rijeke Wear poluotoka Durham, nasuprot Durhamske katedrale, sjeverna Engleska. Od 1840. god. u njemu je smješteno Durhamsko sveučilište sa smještajem za više od 100 studenata, ali je također otvoren za javnost uz nadgledane obilaske.
Od 1986. god. dvorac je, zajedno s katedralom, upisan na UNESCO-ov popis mjesta svjetske baštine u Europi kao "jedno od najdulje upotrebljavanih građevina u Engleskoj u razdoblju više od 900 godina".

## Povijest
Dvorac su izgradili Normani nakon osvajanja Engleske 1066. god., koji su na taj način pokušali obuzdati "divlje i ćudljive" stanovnike sjeverne Engleske. On je sjajan primjer rane gradnje fortifikacija s utvrdom i jarkom. Dvorac je kasnije, po osnutku biskupije, postao rezidencijom durhamskog biskupa sve dok sjedište biskupije nije preseljeno u Bishop Auckland 1837. god. Tada je dvorac pretvoren u sveučilište, a arhitekt Anthony Salvin je obnovio dotrajalu utvrdu prema originalnim nacrtima i od 1840. god. ona je spavaonica za više od 100 studenata.

## Odlike
Dvorac je imao Veliku dvoranu za prijeme (Bishop Bek's Great Hall) iz 14. st., koja je bila najveća prostorija u Engleskoj dok je na koncu 15. st. nije skratio biskup Richard Foxe. No, još uvijek je znamenita s duljinom preko 30 m i visinom od 14 m. Danas je u njoj studentska menza, dok njen podrum služi kao čitaonica s barom.
U krugu dvorca izgrađene su dvije kapele: prva normanska iz 1078., s prepoznatljivim odlikama starije engleske arhitekture, vjerojatno zbog prisilnog rada domaćih majstora; i druga, veća, biskupa Tunstalla iz 1540. god. u kojoj se nalaze velike drvene klupe, tzv. "milosna sjedala" (misericorde) iz 16. st., koje nisu dizajnirane za sjedenje nego da se osoba koja dugo stoji može malo odmoriti na rubu uske daske klupe.
Obje stare kapele dvorca su u uporabi i služe za izvedbu kazališnih predstava.
- Normanska utvrda
- Velika dvorana izvana
- Velika dvorana iznutra
- Tunstallova kapela iz 16. st.
- Pogled na dvorac s katedralom u pozadini

## Poveznice
- Engleska umjetnost
- Razvoj fortifikacijske arhitekture

## Vanjske poveznice
- Sveučilište u Durhamu
- Obilazak dvorca i katedrale u Durhamu